# Kalipolje
Kalipolje (cyr. Калипоље) – wieś w Serbii, w okręgu zlatiborskim, w gminie Sjenica. W 2011 roku liczyła 11 mieszkańców.